# 존 퀘이드
존 퀘이드(John Quade, 1938년 4월 1일 ~ 2009년 8월 9일)는 미국의 영화배우, 텔레비전 배우이다.
캔자스시티에서 태어났다.

## 영화
- 영혼과 기적 (1991년)
- 영광의 계단 (1989년)
- 하이웨이맨 (1987년)
- 라 밤바 (1987년)
- A 특공대 - TV시리즈 (1983년)
- 더 폴 가이 (1981년)
- 더티 파이터 (1980년)
- 별들의 전쟁(영어판) (1979년)
- 더티 파이터 2 (1978년)
- 리벤지 게임 (1976년)
- 무법자 조시 웰즈 (1976년)
- 미스터 리코 (1975년)
- 여형사 페페 (1974년)
- 버지니아 힐 이야기 (1974년)
- 스팅 (1973년)
- 평원의 무법자 (1973년)
- 빠삐용 (1973년)
- 배드 컴패니 (1972년)
- 굿나잇 마이 러브 (1972년)
- 수사관 맥클라우드 (1970년)
- 보난자 (1959년)